# Vuelo 425 de TAP
El vuelo 425 de TAP era un vuelo regular desde Bruselas, Bélgica, al aeropuerto de Santa Catarina (conocido informalmente como aeropuerto de Funchal o aeropuerto de Madeira; ahora aeropuerto internacional Cristiano Ronaldo), Portugal, con una escala intermedia programada en Lisboa. El 19 de noviembre de 1977, el Boeing 727 que operaba el servicio rebasó la pista del aeropuerto, estrellándose contra la playa, lo que hizo que se partiese el fuselaje en dos mitades, posteriormente causando una explosión que mató a 131 de las 164 personas a bordo. Sigue siendo el único accidente mortal de TAP en su historia. Es el segundo peor accidente aéreo de Portugal detrás del vuelo 1851 de Independent Air.

## Aeronave y tripulación
La aeronave que operaba el vuelo TP-425 era un Boeing 727-282 de registro avanzado CS-TBR que lleva el nombre del pionero de la aviación portuguesa Sacadura Cabral. Su número de serie del fabricante era 20972/1096 y fue entregado a TAP el 21 de enero de 1975. Estaba propulsado por 3 motores turbofan Pratt & Whitney JT8D-17 que tenían un empuje máximo de 16 000 lbf cada uno. La aeronave había completado una verificación B el 21 de septiembre de 1977 y, en el momento del accidente, había acumulado 6154 horas de vuelo en 5204 ciclos.
La tripulación estaba formada por el capitán João Lontrão, el primer oficial Miguel Guimarães Leal y el ingeniero de vuelo Gualdino Pinto, así como cinco auxiliares de vuelo. Había 156 pasajeros a bordo.

## Accidente
El 19 de noviembre, la aeronave operó el vuelo TP-420 de Lisboa a Bruselas, Bélgica, y luego TP-425 de Bruselas a Funchal con escala en Lisboa. El vuelo 420 y la primera etapa del vuelo 425 se completaron sin ningún problema informado. En Lisboa, la tripulación recibió un informe meteorológico de Funchal. Según el pronóstico, se esperaba un clima severo en la ruta con probabilidad de cúmulos de tormentas y lluvias torrenciales, pero era poco probable que afectara el vuelo.
A las 7:50 p. m. el vuelo 425 salió de la puerta y despegó de la pista 03 del aeropuerto de Lisboa a las 7:55.
En el momento del accidente, la pista del entonces Aeropuerto Internacional de Santa Catarina tenía 1600 m (5250 pies) de largo, lo que dificultaba enormemente el aterrizaje.
A las 21:05 horas, en la aproximación a Madeira, la tripulación del vuelo 425 solicitó permiso para descender. El despachador permitió descender al nivel de vuelo 50 (5 mil pies o 1524 metros) a una presión de 1013,2 mbar. A las 9:05:50, la tripulación informó el inicio del descenso al nivel 50 hacia Porto Santo, y recibió instrucciones para cambiar a 118,1 MHz para comunicarse con el control de Funchal. A las 21:17 la tripulación se puso en contacto con el despachador de control e informó sobre la ocupación del tren 50 y el logro estimado de la radiobaliza MAD en 5 minutos. En respuesta, el controlador dio permiso para descender a una altitud de 3500 pies en QNH 1013 e informó que el aterrizaje sería en la pista 06. El controlador luego transmitió el informe meteorológico: viento tranquilo en la pista 06, viento 14 nudos dirección 220 en las cercanías Rosário, temperatura 19 °C, visibilidad 4-5 kilómetros. La tripulación confirmó la transmisión. Según el pronóstico meteorológico real a las 20:50, en el aeropuerto de Funchal, cerca de la torre, el viento soplaba a una velocidad de 06 nudos (11 km/h) en el área de la pista, un rumbo de 200, visibilidad 5 kilómetros, nubosidad 7/8, chubascos, presión del aeródromo en la pista 24: 1006 mbar, en la pista 06: 1008 mbar, temperatura 18-19 °C.
A las 9:23:13 la tripulación informó sobre el paso de la baliza MAD a una altitud de 1700 pies y un rumbo de 215, sin tener contacto visual con el suelo. Siguiendo el rumbo de 200 y descendiendo 980 pies, a las 21:26:33 del vuelo TP-425 informaron que no hubo observación visual de la pista y una aproximación frustrada.
Después de dos intentos fallidos de aterrizar la aeronave, la tripulación decidió hacer un último intento para aterrizar el avión, antes de tener que tomar la decisión de desviar al aeropuerto de Gran Canaria en las Islas Canarias.
En el tercer intento de aterrizaje, el capitán Lontrão eligió la pista 24. A las 9:43:52, se informó una altitud de 550 m (1800 pies) a una velocidad de 205 nudos (380 km/h; 236 mph) y a las 9: 44:57 el controlador pidió a la tripulación que verificara si tenían las luces de aterrizaje de la aeronave encendidas. La tripulación dijo que las luces de aterrizaje estaban encendidas. A las 9:45:02 la tripulación informó sobre el paso de la baliza del aeropuerto e informó de la pista a la vista. A las 9:46:48, al realizar un viraje a la derecha con rumbo 250, el capitán Lontrão ordenó leer la tarjeta de control antes de aterrizar.
A las 9:47:21 desde la torre del aeropuerto informaron del viento en la pista 24 y preguntaron si la tripulación continuaría con el aterrizaje. La tripulación dijo que continuarían. Posteriormente, el controlador autorizó el aterrizaje del vuelo 425. Desde una altura de 400 pies (120 m) a una velocidad de 150 nudos (280 km/h; 170 mph), el avión comenzó a descender. Mientras estaba en la aproximación final a la pista 24 con lluvia intensa, vientos fuertes y poca visibilidad, la aeronave aterrizó 2000 pies (610 m) más allá del umbral y comenzó el hidroplaneo. Con apenas unos 3000 pies (910 m) de pista restantes, la tripulación intentó desesperadamente detenerse, aplicando el máximo empuje inverso y los frenos, pero la aeronave se salió de la pista con una velocidad respecto al suelo de aproximadamente 43 nudos (80 km/h; 49 mph) y se precipitó sobre un banco empinado de 200 pies (61 m) golpeando un puente cercano y estrellándose en la playa.
De las 164 personas a bordo (156 pasajeros y ocho tripulantes), 131 murieron (125 pasajeros y 6 tripulantes), lo que lo convierte en el accidente aéreo más mortífero en Portugal hasta ese momento. En 2020 sigue siendo el segundo accidente de avión más mortal en Portugal, después del vuelo 1851 de Independent Air. Sigue siendo el único accidente mortal de TAP Portugal desde el comienzo de sus operaciones de vuelo en 1946.

## Investigación
Según los hallazgos de la investigación, la aeronave estaba en buenas condiciones antes del impacto con el puente y la tripulación estaba calificada para el vuelo. El informe concluyó que la tripulación de vuelo violó el procedimiento de aproximación, con la aeronave aterrizando a 2060 pies desde el inicio de la pista, que es 1060 pies más alta de lo normal, y la velocidad fue de 148,2 nudos, es decir, 19,2 nudos superior a la recomendada. También se observó que había un número insuficiente de luces del ILS, lo que dificultaba realizar una aproximación ILS. Se mencionaron condiciones climáticas difíciles como las causas inmediatas del accidente, debido al hidroplaneo en la pista, así como a una velocidad de aterrizaje por sobreimpulso de 19 nudos. La investigación recomendó al aeropuerto de Funchal aumentar el nivel de observaciones meteorológicas: 31 .

## Consecuencias
Después de que ocurrió el accidente, TAP dejó de volar el Boeing 727-200 a Madeira y comenzó a volar solo el 727-100, que era seis metros más corto y llevaba 60 pasajeros menos.
El accidente llevó a los funcionarios a explorar formas de extender la pista corta. Debido a la altura de la pista en relación con la playa de abajo, una extensión fue muy difícil y muy costosa de realizar. Entre 1983 y 1986, se construyó una extensión de 200 metros; 14 años después, se volvió a ampliar la pista. Tras la ampliación de 2000, la pista de aterrizaje de lo que ahora es el Aeropuerto Internacional Cristiano Ronaldo mide 2781 m (9124 pies) de largo y es capaz de manejar aviones comerciales de fuselaje ancho como el Boeing 747 o el Airbus A340